# Châu Mỹ
Châu Mỹ hay Mỹ châu (tiếng Anh: The Americas hoặc America) là một châu lục nằm ở Tây Bán Cầu, được bao quanh bởi Thái Bình Dương (phía tây), Đại Tây Dương (phía đông) và Bắc Băng Dương (phía bắc). Châu lục này bao gồm lục địa Bắc Mỹ, eo đất Trung Mỹ và lục địa Nam Mỹ. Châu Mỹ là châu lục lớn thứ nhì thế giới sau Châu Á và đông dân thứ ba sau Châu Á và Châu Phi.

## Từ nguyên

Bản đồ thế giới của Waldseemüller, lần đầu tiên ghi tên châu Mỹ (America) vào năm 1507

Tên gọi trong tiếng Việt của châu Mỹ bắt nguồn từ tên gọi tiếng Trung "美洲" (Hán-Việt: Mỹ châu). Chữ "Mỹ" 美 trong "Mỹ châu" 美洲 là gọi tắt của "Á Mỹ Lợi Gia" 亞美利加. "Á Mỹ Lợi Gia" (亞美利加 - "Yà měi lì jiā") là phiên âm tiếng Trung của danh xưng tiếng Bồ Đào Nha "América".
Việc sử dụng lần đầu tiên cái tên America cho vùng đất rộng lớn này được biết đến là vào ngày 25 tháng 4 năm 1507, và được sử dụng để chỉ nơi mà ngày nay là Nam Mỹ. Nó xuất hiện lần đầu tiên trên một bản đồ thế giới với 12 múi giờ, cùng với một bản đồ treo tường lớn nhất làm ra từ trước đến nay, cả hai đều do người chuyên vẽ bản đồ người Đức là Martin Waldseemüller vẽ tại Saint-Dié-des-Vosges (Pháp). Đây là bản đồ đầu tiên thể hiện châu Mỹ như là một vùng đất lớn tách biệt với châu Á. Một cuốn sách đi kèm, Cosmographiae Introductio, vô danh nhưng rõ ràng được viết bởi cộng tác viên của Waldseemüller là Matthias Ringmann, đã thuật rằng, "Tôi không thấy bất kỳ một điều gì để phản đối việc gọi phần này [đại lục Nam Mỹ], theo Americus là người đã khám phá ra nó và ông là một người đàn ông thông minh, Amerigen, là Vùng đất của Americus, hay America: do cả châu Âu (Europa) và châu Á (Asia) đều mang tên có gốc từ một phụ nữ". Americus Vespucius là tên gọi Latinh hóa của nhà thám hiểm Florentine tên là Amerigo Vespucci, và America là dạng giống cái của Americus. Amerigen được giải thích là Amerigo cộng với gen, tân cách trong tiếng Hi Lạp của từ 'Trái Đất', và có nghĩa là 'vùng đất của Amerigo'.. Amerigo là một từ tiếng Ý có gốc từ tiếng Latin cổ Emericus.
Vespucci dường như đã không biết được việc tên của mình đã được dùng để đặt cho vùng đất mới, do bản đồ của Waldseemüller đã không được đưa đến Tây Ban Nha cho đến vào năm sau khi ông mất. Ringmann có vẻ đã được dẫn dắt thêm tên Vespucci khi cho đăng tải rộng rãi Bức thư Soderini, một phiên bản đã được biên tập từ một trong các bức thư thật của Vespucci ghi chép về việc vạch bản vẽ bờ biển Nam Mỹ, trong đó tán dương khám phá này và ngụ ý rằng ông công nhận Nam Mỹ là một lục địa tách biệt với châu Á. Tây Ban Nha chính thức từ chối chấp thuận tên gọi America trong suốt hai thế kỷ, nói rằng Colombo nên được tán dương, và các bản đồ cuối cùng của Waldseemüller, sau khi ông đã ngừng hợp tác với Ringmann, không bao gồm tên gọi đó; tuy nhiên, việc sử dụng lại bắt đầu khi Gerardus Mercator áp dụng tên gọi này cho bản đồ Thế giới Mới của ông năm 1538.

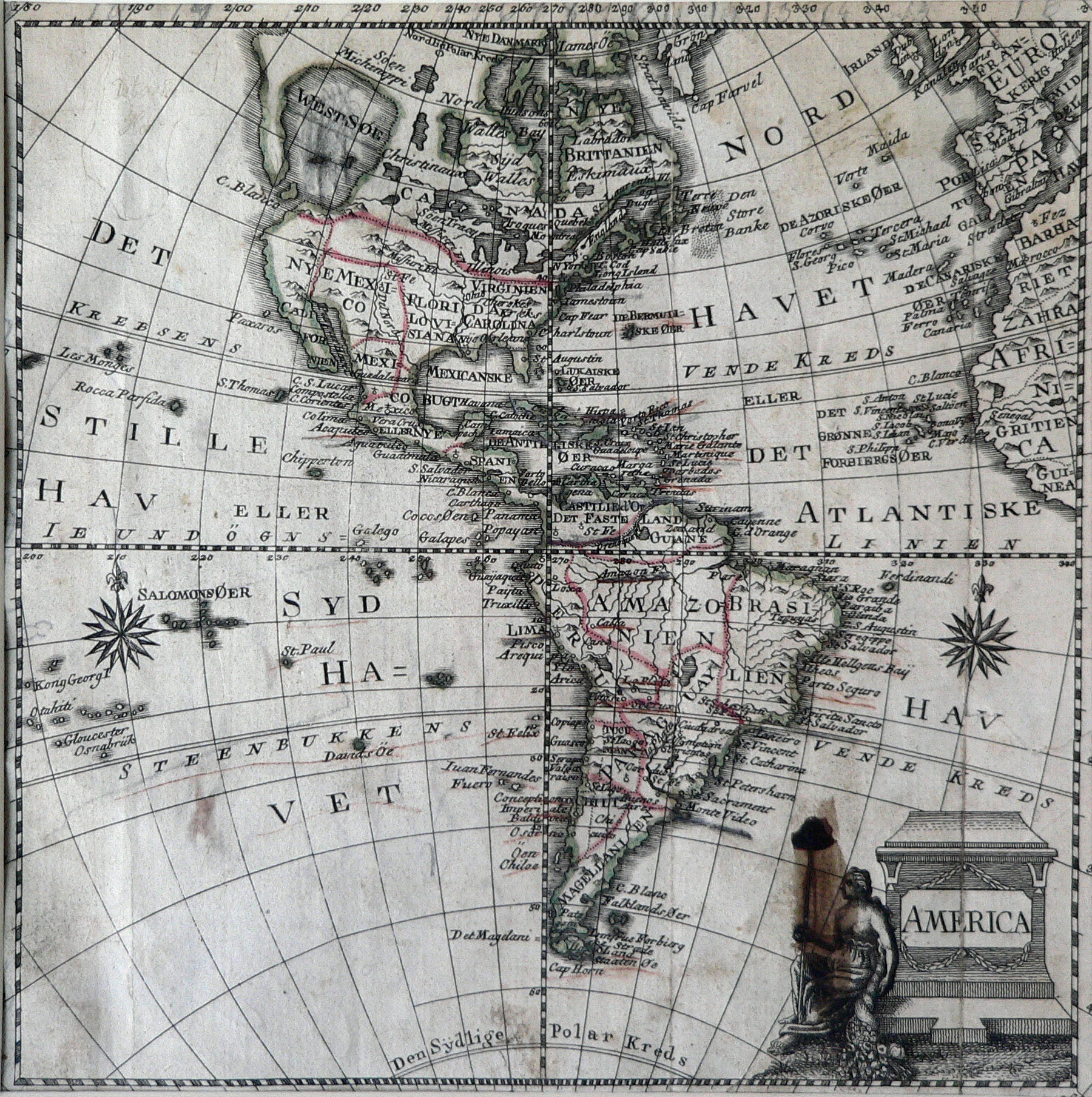
Bản đồ châu Mỹ của Jonghe, khoảng 1770

## Khái quát

### Vị trí địa lý
83°B cực Bắc (Đảo Ellesmere, Canada) - 56°N cực Nam (Mũi Horn, Chile).
Châu Mỹ rộng hơn 42 triệu km², đứng thứ hai trên thế giới. So với các châu lục khác, châu Mĩ nằm trải dài trên nhiều vĩ độ hơn cả, từ vùng cực Bắc đến tận vùng cận cực Nam. Nơi hẹp nhất của châu Mỹ là eo đất Panama rộng chưa đến 50 km. Kênh đào Panama cắt qua eo đất này, nối Thái Bình Dương và Đại Tây Dương. Châu Mỹ trải rộng trên 2 lục địa: lục địa Bắc Mỹ và Nam Mỹ.
Phía Bắc: Giáp Bắc Băng Dương
Phía Nam: Giáp Nam Đại Dương
Phía Đông: Giáp Đại Tây Dương
Phía Tây: Giáp Thái Bình Dương

## Lịch sử
Trong tác phẩm "Luận thuyết thứ hai về chính quyền dân sự", John Locke đã viết "Ở thời kỳ khởi đầu thì cả thế giới đều như châu Mỹ". Locke đã dùng phép ẩn dụ nêu trên chỉ để miêu tả 1 xã hội tự nhiên từng tồn tại trước khi xuất hiện một xã hội công dân. Tuy nhiên lối nói ẩn dụ của ông còn gợi lên 1 hình ảnh của 1 châu Mỹ lần đầu tiên được người châu Âu phát hiện.

### Định cư
Các chi tiết về việc những người Indien cổ đã di cư đến và tỏa ra khắp châu Mỹ vào khoảng thời gian và bằng tuyến đường nào vẫn còn là chủ đề tranh luận. Các lý thuyết truyền thống cho rằng những người này đã đến châu Mỹ bằng cầu lục địa Beringia nối đông Siberi và Alaska ngày nay vào khoảng 40.000-17.000 năm trước, khi mực nước biển giảm xuống đáng kể do ảnh hưởng của kỷ băng hà Đệ Tứ. Những người này được cho là đã đi theo các loài động vật cực to lớn mà nay đã tuyệt chủng theo các hành lang không bị đóng băng kéo dài giữa các phiến băng Laurentide và Cordillera, và rồi họ tiếp tục đi bộ hoặc dùng các tàu thuyền nguyên sơ để di cư từ Tây Bắc Thái Bình Dương (phía Tây Bắc Mỹ) đến bờ biển Nam Mỹ. Bằng chứng của sự kiện về sau có được khi mực nước biển dâng lên hàng trăm mét sau kỷ băng hà cuối cùng.
Các nhà khảo cổ cho rằng những người Indien cổ đã di cư ra khỏi Beringia (Tây Alaska), đến một nơi nào đó trong khoảng từ 40.000-16.500 năm trước. Một vài đồng thuận đạt được cho đến nay là những người này có nguồn gốc từ Trung Á, và đã cư trú rộng rãi ở châu Mỹ vào cuối của kỷ băng hà cuối cùng, khoảng 16.000-13.000 năm trước.
Người Inuit di cư đến phần Bắc Cực của Bắc Mỹ theo 1 làn sóng di cư khác, và họ đến vào khoảng năm 1000 SCN. Cùng thời điểm người Inuit di cư đến Bắc Mỹ, những người định cư Viking bắt đầu tới Greenland vào năm 982 và Vinland một thời gian ngắn sau đó, lập nên 1 khu định cư tại L'Anse aux Meadows, gần điểm cực Bắc của Newfoundland. Những người định cư Viking nhanh chóng rời bỏ Vinland, và biến mất khỏi Greenland vào năm 1500.

### Thời kỳ tiền Colombo

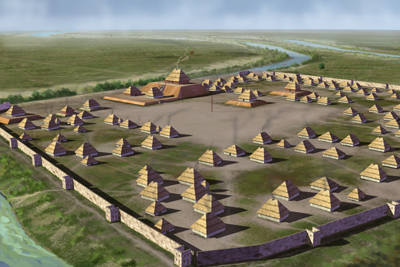
Parkin tại Arkansas, khoảng 1539. Herb Roe minh họa.

Thời kỳ tiền Colombo bao gồm tất cả các phân tầng thời gian của lịch sử châu Mỹ trước khi sự xuất hiện của người châu Âu gây nên ảnh hưởng đáng kể cho châu lục, kéo dài từ thời từ các khu định cư Thượng Cổ đến thời kỳ thực dân châu Âu.
"Tiền Colombo" đặc biệt được sử dụng trong các ngữ cảnh để chỉ về nền văn minh bản địa lớn của châu Mỹ, như Mesoamerica (Olmec, Toltec, Teotihuacano, Zapotec, Mixtec, Aztec, Maya) và Andes (Inca, Moche, Muisca, Cañaris).
Nhiều nền văn minh thời kỳ Tiền-Colombo được hình thành dựa trên các đặc điểm và dấu hiệu như các điểm định cư lâu dài hay đô thị, nông nghiệp, các kiến trúc đô thị và tưởng niệm, cùng các hệ thống thứ bậc xã hội phức tạp. Một số nền văn minh từ lâu đời đã tàn phai khi những người châu Âu đầu tiên đến (cuối thế kỷ XV - đầu thế kỷ XVI), và chỉ được biết đến thông qua khảo cổ. Nhưng cũng có những nền văn minh vào thời điểm đó. Một vài nền văn minh như Maya, có các tư liệu bằng chữ viết. Tuy nhiên, hầu hết những người châu Âu khi đó coi các văn bản này là dị giáo, và nhiều trong số đó đã bị tiêu hủy trên những giàn thiêu Thiên Chúa giáo. Chỉ còn một số ít tài liệu còn lại đến ngày nay, giúp cho các sử gia hiện đại có cái nhìn khái quát về văn hóa và các kiến thức cổ.
Theo cả các ghi chép của dân bản địa châu Mỹ và người châu Âu, các nền văn minh châu Mỹ vào thời điểm tiếp xúc với người Âu đã đạt được nhiều thành tựu ấn tượng. Chẳng hạn, người Aztec đã xây dựng nên một trong những thành phố nguy nga nhất thế giới là Tenochtitlan, tại nơi mà nay là thành phố México, với dân số ước tính là 200.000 người. Các nền văn minh châu Mỹ cũng có những thành tựu ấn tượng về thiên văn học và toán học.

### Thực dân hóa
Quá trình thực dân hóa của người châu Âu đã bắt đầu ngay sau chuyến đi đầu tiên của Cristoforo Colombo vào năm 1492. Điểm định cư đầu tiên của người Tây Ban Nha tại châu Mỹ là La Isabela ở miền Bắc Hispaniola. Đô thị này đã bị bỏ hoang sớm sau đó khi thành lập Santo Domingo de Guzmán năm 1496, thành phố cổ nhất do người châu Âu lập nên tại châu Mỹ. Nơi này trở thành căn cứ và từ đó chế độ quân chủ Tây Ban Nha quản lý các thuộc địa và mở rộng lãnh địa của mình. Trên lục địa, thành phố Panama bên bờ biển Thái Bình Dương được hình thành vào ngày 5/8/1519, đóng 1 vai trò quan trọng, và là cơ sở để thực dân Tây Ban Nha xâm chiếm Nam Mỹ. Theo nhà nhân chủng học R. Thornton, sự lây lan của các bệnh dịch mới do người châu Âu và châu Phi đem tới đã giết chết nhiều cư dân tại châu Mỹ. Người bản địa và thực dân châu Âu xảy ra xung đột trên diện rộng, kết quả dẫn đến điều mà David Stannard gọi là một cuộc diệt chủng dân bản địa. Những người di cư châu Âu đầu tiên là một phần của nỗ lực cấp nhà nước nhằm thành lập các thuộc địa tại châu Mỹ. Những người di cư tiếp tục đến châu Mỹ nhằm trốn tránh các cuộc đàn áp tôn giáo hoặc tìm kiếm cơ hội về kinh tế. Trong khi đó, hàng triệu người đã bị buộc đưa đến châu Mỹ với thân phận nô lệ, tù nhân hay lao động giao kèo.

## Địa chất
Nam Mỹ bị vỡ ra từ phần phía tây của siêu lục địa Gondwanaland vào khoảng 135 triệu năm trước, tạo thành 1 lục địa riêng. Khoảng 15 triệu năm trước, sự va chạm của mảng Caribe và Mảng Thái Bình Dương dẫn đến sự nổi lên của hàng loạt các núi lửa dọc theo ranh giới giữa chúng và tạo ra các hòn đảo. Những kẽ hở của quần đảo tại Trung Mỹ được lấp đầy từ vật liệu bị xói mòn đất của Nam Mỹ và Bắc Mỹ, cộng thêm vùng đất mới được tạo nên bởi hiện tượng núi lửa tiếp diễn. Khoảng 3 triệu năm trước, lục địa Bắc Mỹ và Nam Mỹ được nối với nhau bằng Eo đất Panama, tạo nên 1 vùng đất châu Mỹ duy nhất.

## Địa lý
Điểm cực Bắc của châu Mỹ nằm trên đảo Kaffeklubben, cũng là điểm trên mặt đất ở cực bắc của Thế giới. Điểm cực Nam nằm trên quần đảo Nam Thule, mặc dù đôi khi chúng được coi là một phần của châu Nam Cực.
Lục địa châu Mỹ có chiều Bắc Nam dài nhất trong số các châu lục. Khoảng cách từ 2 cực của nó, bán đảo Boothia ở phía Bắc Canada và Mũi Froward tại Patagonia của Chile là gần 14.000 km (8.700 mi).
Điểm cực Tây của phần lục địa nằm trên bán đảo Seward tại Alaska; đảo Attu, xa hơn về phía tây bờ biển Alaska, được coi là cực Tây của châu Mỹ. Ponta do Seixas ở Đông Bắc Brasil là điểm cực Đông của lục địa, trong khi Nordostrundingen tại Greenland, là điểm cực Đông của toàn châu lục.

### Địa hình

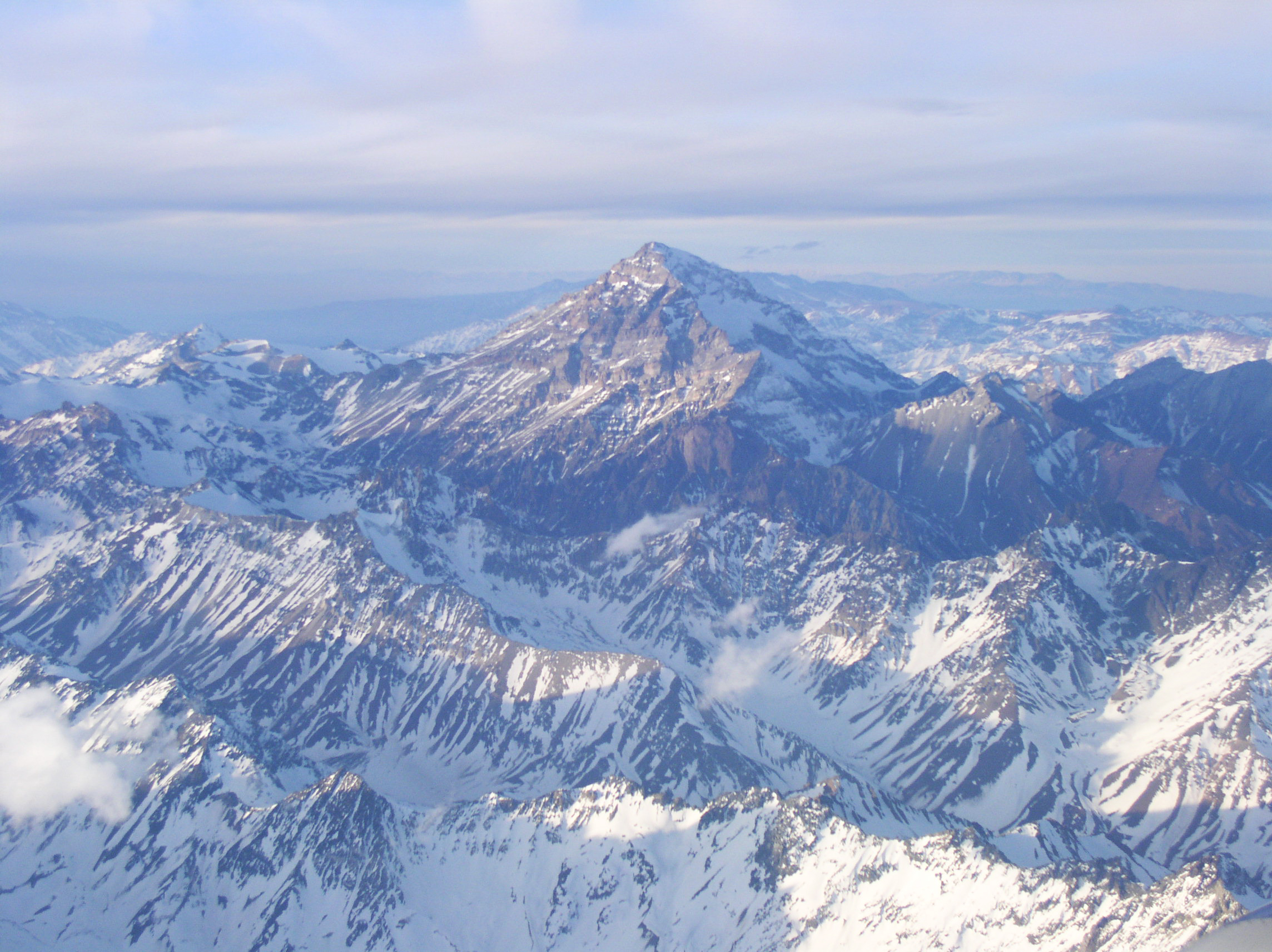
Aconcagua, điểm cao nhất tại châu Mỹ

Địa hình phía tây châu Mỹ bị chi phối bởi dãy Cordillera châu Mỹ, với dãy Andes chạy ở vùng ven biển phía tây Nam Mỹ và dãy núi Rocky cùng các dãy Cordillera Bắc Mỹ khác chạy dọc theo phần phía tây của Bắc Mỹ. Dãy Appalachian dài 2300 km (1429 dặm) chạy dọc theo bờ biển phía đông của Bắc Mỹ từ Alabama đến Newfoundland. Phía bắc của dãy Appalachian, Dãy Bắc Cực chạy dọc bờ biển phía đông của Canada.
Các dãy núi có các đỉnh cao nhất là Andes và Rocky. Trong khi các đỉnh cao thuộc Sierra Nevada và Dãy Cascade, không có nhiều đỉnh cao trên 4.000 feet. Tại Bắc Mỹ, 1 lượng lớn dãy núi cao trên 14.000 ft (4.267,2 m) xuất hiện tại Hoa Kỳ và cụ thể là tiểu bang Colorado. Đỉnh cao nhất của châu Mỹ nằm trên dãy Andes, Aconcagua ở Argentina với 6.961 m. Còn tại Bắc Mỹ Denali ở Alaska là đỉnh cao nhất (6.194 m)
Giữa các dãy núi ven biển tại Bắc Mỹ là một khu vực bằng phẳng. Đồng bằng Nội địa trải rộng trên lục địa với độ cao thấp. Khiên Canadia chiếm 5 triệu km² ở Bắc Mỹ và nói chung là khá bằng phẳng. Tương tự như vậy, đông bắc của Nam Mỹ là vùng đất bằng phẳng của bồn địa Amazon. Cao nguyên Brasil ở phía đông khá bằng song có một số biến đổi trong địa hình, trong khi xa hơn về phía nam là các vùng đất thấp rộng lớn Gran Chaco và Pampas.

### Thủy văn

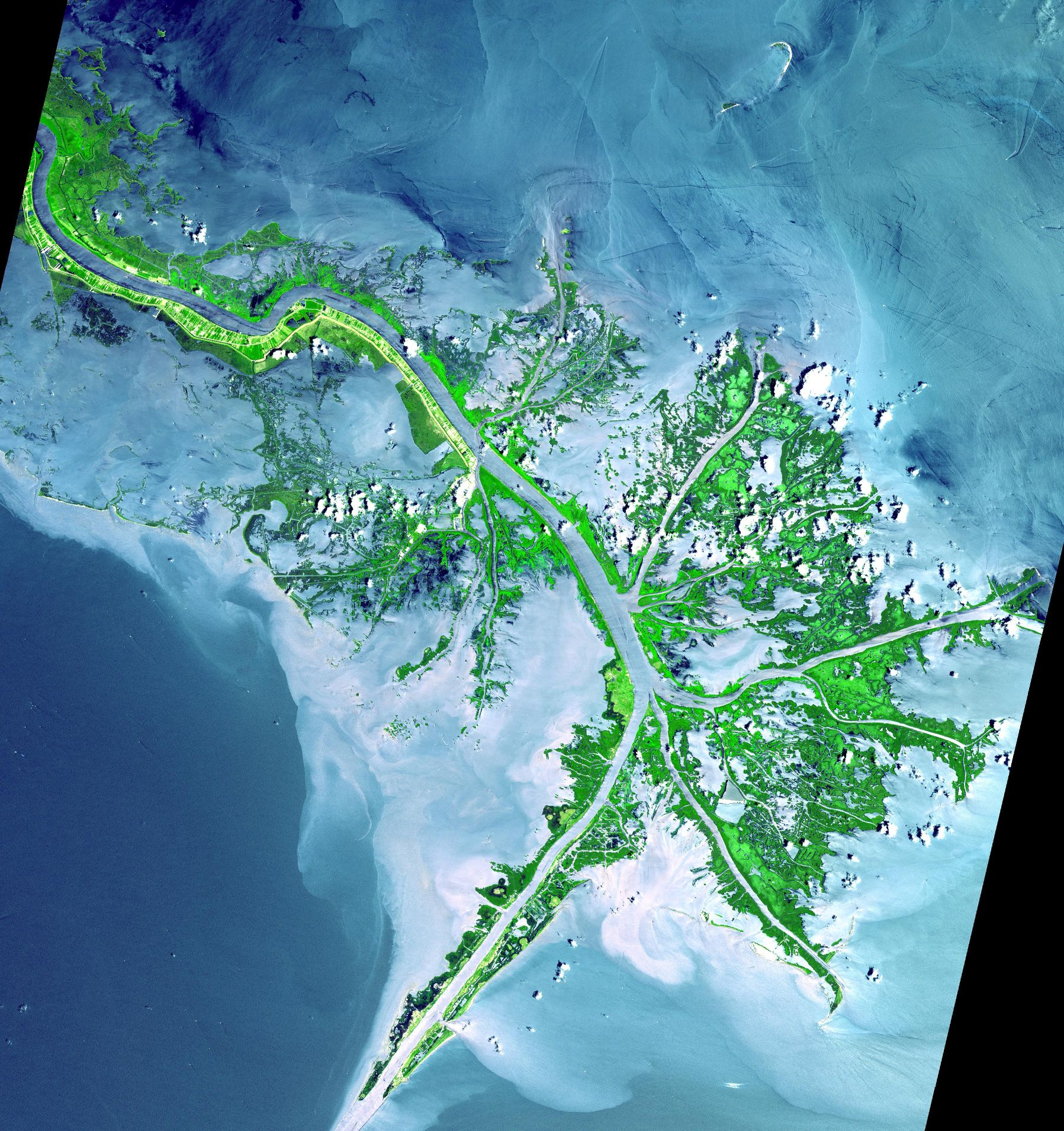
Đồng bằng châu thổ Mississippi

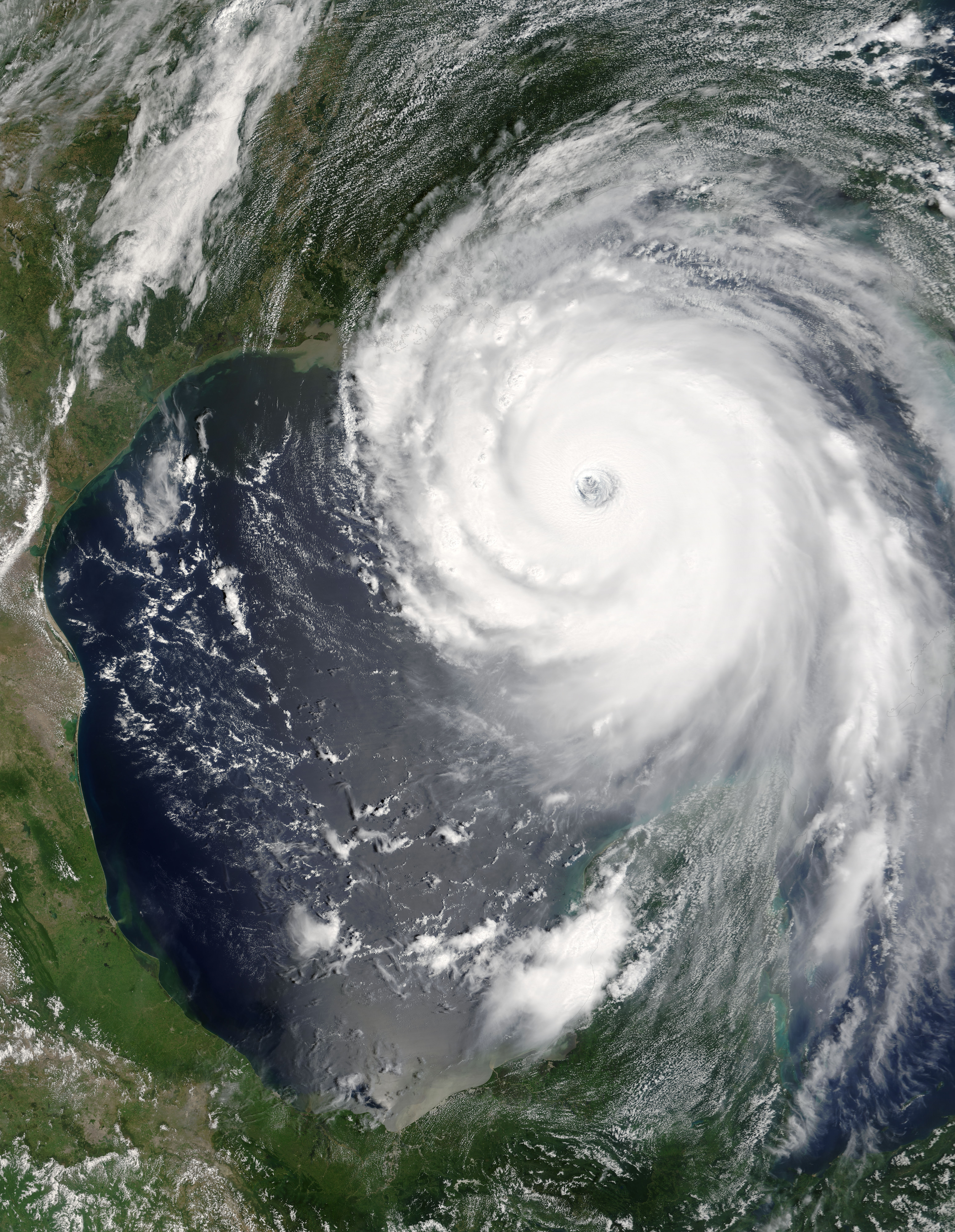
Ảnh chụp vệ tinh cho thấy bão Katrina đang đổ bộ vào Hoa Kỳ

Với các dãy núi ven biển và đồng bằng nội địa, châu Mỹ có một số lưu vực sông lớn. Lưu vực sông lớn nhất tại Bắc Mỹ là Mississippi, đây cũng là lưu vực sông lớn thứ 2 thế giới. Hệ thống sông Mississippi-Missouri chảy trên địa phận 31 tiểu bang của nước Mỹ, hầu hết thuộc Đại Bình nguyên Bắc Mỹ, nằm giữa dãy núi Rocky và Appalachian. Đây là sông dài thứ 4 trên thế giới.
Tại Bắc Mỹ, phía đông của dãy Appalachian không có các con sông lớn song có nhiều dòng chảy theo hướng đông ra Đại Tây Dương. Các con sông chảy từ vùng trung tâm của Canada ra vịnh Hudson. Ở bờ biển phía tây Bắc Mỹ, các dòng sông chính bao gồm sông Colorado, sông Columbia, sông Yukon, và sông Sacramento.
Lưu vực sông lớn nhất tại Nam Mỹ là Amazon, đây cũng là hệ thống sông có dung tích dòng chảy lớn nhất thế giới. Hệ thống sông lớn thứ hai của Nam Mỹ là sông Paraná, bao phủ một diện tích 2,5 triệu km².

### Khí hậu
Khí hậu châu Mỹ thay đổi đáng kể giữa các khu vực. Khí hậu rừng mưa nhiệt đới xuất hiện ở những nơi gần xích đạo như rừng Amazon, rừng sương mù châu Mỹ, Florida và Darien Gap. Tại dãy núi Rocky và Andes, các ngọn núi cao thường có tuyết phủ.
Vùng Đông Nam của Bắc Mỹ thường xuất hiện nhiều cơn bão và lốc xoáy, trong đó phần lớn lốc xoáy xảy ra tại thung lũng Tornado ở Hoa Kỳ. Nhiều khu vực tại Caribe cũng phải hứng chịu các ảnh hưởng từ bão. Các hình thế thời tiết này được tạo ra do sự va chạm của khối không khí khô và mát từ Canada và khối không khí ẩm và ấm từ Đại Tây Dương.

## Nhân khẩu

### Dân tộc
Dân cư châu Mỹ nói chung có nguồn gốc từ 5 nhóm sắc tộc và 3 nhóm lai.
- Người bản địa châu Mỹ: Người da đỏ, Inuit, và Aleut.
- Gốc Châu Âu, chủ yếu là người Tây Ban Nha, người Anh, người Ireland, người Ý, người Bồ Đào Nha, người Pháp, người Ba Lan, người Đức, người Hà Lan, và người Scandinavia.
- Gốc da đen châu Phi, chủ yếu là từ Tây Phi.
- Người châu Á, bao gồm các nhóm Đông Á, Nam Á và Đông Nam Á.
- Những người có nguồn gốc từ Trung Đông.
- Mestizo, lai giữa người Âu và da đỏ.
- Mulatto, lai giữa người Âu và người da đen.
- Zambo (tiếng Tây Ban Nha) hay Cafuso (tiếng Bồ Đào Nha), lai giữa người da đen và da đỏ.

Phần lớn cư dân sống tại Mỹ Latinh chịu ảnh hưởng của các nền văn hóa Tây Ban Nha và Bồ Đào Nha và tương phản với Mỹ Anglo, nơi tiếng Anh, 1 ngôn ngữ German chiếm ưu thế.

### Tôn giáo
Các đức tin lớn nhất tại châu Mỹ là:
- Kitô giáo (Bắc Mỹ: 85%; Nam Mỹ: 93%)[42]
  - Công giáo Rôma (88% người Mexico theo;[43] xấp xỉ 74% cư dân tại Brasil, với 182 triệu người theo đạo và là nước có tín đồ Công giáo Rôma lớn nhất thế giới;[44] khoảng 24% cư dân Hoa Kỳ;[45] và trên 40% cư dân Canada)[46]
  - Tin Lành (chủ yếu tại Hoa Kỳ, chiếm một nửa dân số, và Canada, khoàng trên một phần tư dân số; các phong trào Ngũ Tuần và Tin Lành cũng đang phát triển tại khu vực Mỹ Latinh vốn do Công giáo chiếm ưu thế)[47]
  - Chính Thống giáo Đông phương (chủ yếu tại Hoa Kỳ và Canada)
  - Phong trào Cơ Đốc Liên phái và các nhóm Kitô giáo khác
- Không tôn giáo (gồm vô thần, người theo thuyết bất khả tri, người tin vào các điều tâm linh song không phải là thành viên của các đoàn thể tôn giáo)
- Hồi giáo (khoảng 2% dân cư Canada [580.000 người][48] và 0,6% cư dân Hoa Kỳ [1.820.000 người[45]]). Argentina có một số lượng lớn dân cơ theo Hồi giáo với khoảng 600.000 người, hay 1,9%)[49]
- Do Thái giáo (khoảng 2% cư dân Bắc Mỹ, trong đó xấp xỉ 2,5% cư dân Hoa Kỳ và 1,2% dân cư Canada[50]—và 0,23% dân cư Mỹ Latinh—Argentina là nước có tín đồ Do Thái giáo lớn nhất khu vực với 200.000 người)[51]

Các đức tin khác bao gồm đạo Sikh; Phật giáo; Ấn Độ giáo; Bahá'í; tôn giáo bản địa, tôn giáo truyền thống châu Phi, duy linh hay các tôn giáo mới.

### Ngôn ngữ

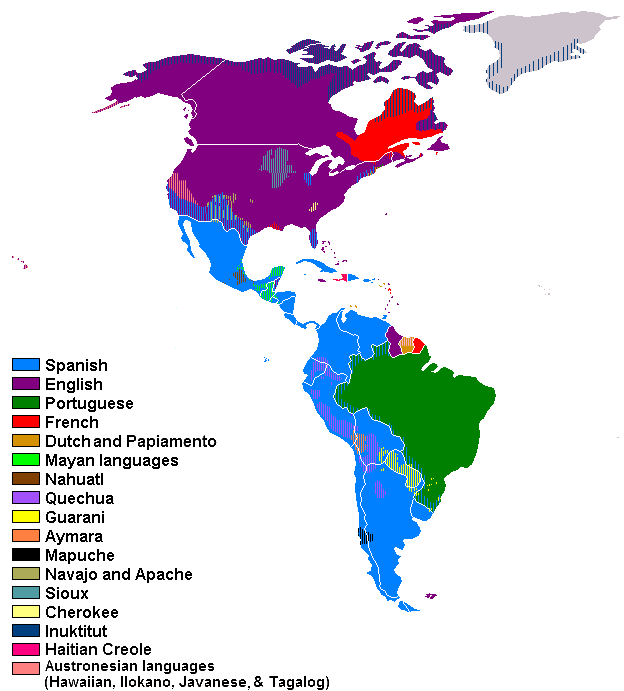
Các ngôn ngữ tại châu Mỹ được thể hiện trên bản đồ

Có nhiều ngôn ngữ được sử dụng tại châu Mỹ. Một số có nguồn gốc châu Âu, một số khác là ngôn ngữ bản địa hay pha trộn nhiều ngôn ngữ khác nhau.
Ngôn ngữ chiếm ưu thế tại Mỹ Latinh là tiếng Tây Ban Nha, tuy vậy, nước lớn nhất Mỹ Latinh là Brasil sử dụng tiếng Bồ Đào Nha. Một số vùng đất nhỏ sử dụng tiếng Pháp, Hà Lan và Anh tại Mỹ Latinh, như Guyane thuộc Pháp, Suriname và Belize. Creole Haiti, một ngôn ngữ có nguồn gốc từ tiếng Pháp, chiếm ưu thế tại Haiti. Các ngôn ngữ bản địa có ảnh hưởng tại Mỹ Latinh hơn là tại Mỹ Anglo, với các ngôn ngữ thông dụng nhất là Nahuatl, Quechua, Aymara và Guaraní.
Ngôn ngữ chiếm ưu thế tại Mỹ Anglo là tiếng Anh. Tiếng Pháp cũng là một ngôn ngữ chính thức của Canada, và là ngôn ngữ chiếm ưu thế tại Québec và là một ngôn ngữ chính thức tại New Brunswick cùng với tiếng Anh. Tiếng Pháp cũng là một ngôn ngữ quan trọng tại tiểu bang Louisiana, và một phần các tiểu bang New Hampshire, Maine, và Vermont của Hoa Kỳ. Tiếng Tây Ban Nha đã giữ sự hiện diện liên tục tại vùng Tây Nam Hoa Kỳ, vốn là một phần của Phó vương quốc Tân Tây Ban Nha, đặc biệt là California và New Mexico, nơi một thứ tiếng Tây Ban Nha được biến đổi từ thế kỷ XVII vẫn còn tồn tại. Tiếng Tây Ban Nha cũng phát triển mạnh tại Hoa Kỳ do dòng người nhập cư từ các nước Mỹ Latinh.
Các quốc gia Guyana, Suriname, và Belize không được coi là thuộc Mỹ Anglo hay Mỹ Latinh do khác biệt về mặt ngôn ngữ với Mỹ Latinh và khác biệt về mặt địa lý với Mỹ Anglo, còn văn hóa và lịch sử thì khác biệt với cả hai khu vực; tiếng Anh là ngôn ngữ chính tại Guyana và Belize, và tiếng Hà Lan là ngôn ngữ chính thức và ngôn ngữ văn bản tại Suriname.
- Tiếng Tây Ban Nha: được khoảng 310 triệu người nói tại khắp các quốc gia trên châu lục.
- Tiếng Anh: được khoảng 300 triệu người nói tại Hoa Kỳ, Canada, Jamaica, Trinidad và Tobago, Bahamas, Bermuda, Belize, Guyana, quần đảo Falkland và nhiều quốc đảo tại Caribe.
- Tiếng Bồ Đào Nha: được khoảng 185 triệu người nói tại Nam Mỹ, chủ yếu tại Brasil.[52]
- Tiếng Pháp: được khoảng 12 triệu người nói tại Canada (phần lớn trong số 7 triệu dân của Québec cùng các cộng đồng Acadian tại New Brunswick và Nova Scotia); Caribe (Haiti, Guadeloupe, Martinique); Guyane thuộc Pháp; các hòn đảo thuộc Pháp như Saint Pierre và Miquelon; và Acadiana (khu vực Pháp ngữ tại nam Louisiana, Hoa Kỳ).
- Quechua: là ngôn ngữ bản địa của khoảng 10–13 triệu người tại Ecuador, Peru, Bolivia, bắc Chile, và tây bắc Argentina.[53]
- Creole Haiti: 1 ngôn ngữ dựa trên cơ sở tiếng Pháp và các ngôn ngữ châu Phi, trên 10 triệu người tại Haiti và những người Haiti hải ngoại tại Canada và Hoa Kỳ nói.[54]
- Guaraní (avañe'ẽ): ngôn ngữ bản địa của khoảng 6 triệu người tại Paraguay, và một số vùng tại Argentina, Bolivia, và Brazil.
- Tiếng Trung Quốc được ít nhất 5 triệu người sử dụng, chủ yếu tại Hoa Kỳ, Canada, Peru, Brasil và Panama.
- Tiếng Ý: được khoảng 4 triệu người nói, chủ yếu tại Argentina, Brasil, và vùng New England/Trung-Đại Tây Dương tại Hoa Kỳ.
- Tiếng Đức: Khoảng 2,2 triệu người. Trong đó, khoảng 1,1 triệu tại Hoa Kỳ.
- Tiếng Aymara: ngôn ngữ bản địa của khoảng 2,2 triệu người tại Bolivia, Peru và Chile.[55][56]

Hầu hết các ngôn ngữ phi bản địa, ở một mức độ nào đó, đã có sự biến đổi với ngôn ngữ tại quốc gia bắt nguồn, nhưng thường vẫn hiểu lẫn nhau. Tuy nhiên, có một số ngôn ngữ được kết hợp, và tạo nên những thứ tiếng hoàn toàn mới, chẳng hạn như Papiamento, một sự kết hợp giữa tiếng Bồ Đào Nha, tiếng Tây Ban Nha, tiếng Hà Lan, tiếng bản địa của người Arawak, các ngôn ngữ châu Phi và tiếng Anh. Portuñol, pha trộn giữa tiếng Bồ Đào Nha và Tây Ban Nha, được sử dụng ở khu vực biên giới giữa Brasil và các quốc gia nói tiếng Tây Ban Nha láng giềng.

## Các quốc gia ở châu Mỹ theo khu vực
Châu Mỹ hiện có 35 quốc gia độc lập và 24 vùng lãnh thổ. 

### Bắc Mỹ
- Canada
- México
- Hoa Kỳ

### Trung Mỹ và Caribê
| - Antigua và Barbuda - Bahamas - Barbados - Belize | - Costa Rica - Cuba - Dominica - Cộng hòa Dominica | - El Salvador - Grenada - Guatemala - Haiti | - Honduras - Jamaica - Nicaragua - Panama | - Saint Kitts và Nevis - Saint Lucia - Saint Vincent và Grenadines - Trinidad và Tobago |

### Nam Mỹ
| - Argentina - Bolivia - Brasil - Chile | - Colombia - Ecuador - Guyana - Paraguay | - Peru - Suriname - Uruguay - Venezuela |

## Vùng lãnh thổ
| Đan Mạch - Greenland · (Quốc gia tự trị) · Pháp - Guadeloupe · (Vùng hải ngoại) - Guyane thuộc Pháp · (Vùng hải ngoại) - Martinique · (Vùng hải ngoại) - Saint Barthélemy · (Cộng đồng hải ngoại) - Saint Martin · (Cộng đồng hải ngoại) - Saint Pierre và Miquelon · (Cộng đồng hải ngoại) |  | Vương quốc Anh - Anguilla · (Lãnh thổ hải ngoại) - Bermuda · (Lãnh thổ hải ngoại) - Quần đảo Virgin thuộc Anh · (Lãnh thổ hải ngoại) - Quần đảo Cayman · (Lãnh thổ hải ngoại) - Quần đảo Falkland · (Lãnh thổ hải ngoại) - Montserrat · (Lãnh thổ hải ngoại) - Nam Georgia và Quần đảo Nam Sandwich · (Lãnh thổ hải ngoại) - Quần đảo Turks và Caicos · (Lãnh thổ hải ngoại) | Hà Lan - Aruba · (Quốc gia cấu thành) - Bonaire · (Thực thể công cộng) - Curaçao · (Quốc gia cấu thành) - Saba · (Thực thể công cộng) - Sint Maarten · (Quốc gia cấu thành) - Sint Eustatius · (Thực thể công cộng) |  | Hoa Kỳ - Đảo Navassa · (Lãnh thổ chưa hợp nhất) - Puerto Rico · (Lãnh thổ chưa hợp nhất) - Quần đảo Virgin thuộc Mỹ · (Lãnh thổ chưa hợp nhất) · |

## Tên các nước thuộc Châu Mỹ theo vần Anphabet
| - Antigua and Barbuda - Argentina - Bahamas - Barbados - Belize - Bolivia - Brazil - Canada - Chile | - Colombia - Costa Rica - Cuba - Dominica - Dominican Republic - Ecuador - El Salvador - Grenada - Guatemala | - Guyana - Haiti - Honduras - Jamaica - Mexico - Nicaragua - Panama - Paraguay - Peru | - St. Kitts and Nevis - St. Lucia - St. Vincent & the Grenadines - Suriname - Trinidad and Tobago - United States - Uruguay - Venezuela |